# Jean Philippe Peguero
Jean Philippe Peguero (* 29. September 1981 in Port-de-Paix) ist ein ehemaliger haitianischer Fußballspieler und Spieler der haitianischen Fußballnationalmannschaft.

## Karriere

### Verein
Peguero gewann 2003 mit Don Bosco FC, die Overture der haitianischen Meisterschaft. Im März 2004 wechselte er in die Major League Soccer um für die Colorado Rapids zu spielen. Seine erste Saison beendete er mit sieben Toren und vier Vorlagen, in nur 18 Spielen. In der zweiten Saison kam er auf sieben Tore und sechs Vorlagen, bis er im April 2006 durch einen Tausch mit Thiago Martins zu den New York Red Bulls wechselte. Dort erzielte er sechs Tore in zwölf Spielen sowie zwei Tore beim Freundschaftsspiel gegen den FC Bayern München.
Im Juli 2006 wechselte er in die dänische Superliga zu Brøndby IF. Am 5. August erzielte er in seinem ersten Ligaspiel auch gleich sein erstes Tor zum 3:0-Endstand gegen den AC Horsens. In seinem dritten Ligaspiel am 20. August gegen Viborg FF, erzielte er ebenfalls den 3:0-Endstand, verletzte sich jedoch dabei so heftig am Kreuzband, dass man befürchtete, er würde sieben bis acht Monate ausfallen. Diese Diagnose verschlimmerte sich sogar, er absolvierte mehr als ein Jahr keine Spiele mehr für Brøndby.
Am 15. April 2008 kehrte er in die Major League Soccer zurück, als er an die San José Earthquakes verliehen wurde. Allerdings konnte er sich von der Verletzung nie wieder richtig erholen, absolvierte nur drei Spiele und beendete nach Ablauf der Leihfrist im November 2008 seine Profikarriere.
Am 14. April 2011, nachdem zwei Jahre kein offizielles Spiel mehr bestritten hatte, unterschrieb er bei den Fort Lauderdale Strikers aus der North American Soccer League. Am 4. Juni erzielte er gegen den Puerto Rico Islanders FC das spielentscheidende Tor, welches allerdings sein einziges blieb. Peguero absolvierte nur acht Ligaspiele, bevor er aufgrund einer Verletzung den Rest der Saison ausfiel und daraufhin am Ende der Saison von den Strikers entlassen. Seitdem spielt er wieder in seiner Heimat für den Don Bosco FC.

### Nationalmannschaft
Peguero spielte für die U-23, wo er in neun Spielen insgesamt zwölf Tore schoss. Im Juli 2003 gab er sein A-Länderspieldebüt gegen St. Kitts und Nevis. In der Nationalelf absolvierte er zehn Spiele, in denen er neun Tore schoss.
Im März 2009 gab er sein Comeback in der Nationalmannschaft, obwohl er sich schon vier Monate aus dem Profifußball zurückgezogen hatte. Er spielte die letzten 16 Minuten bei der 0:4-Niederlage gegen Panama, als er für Ricardo Pierre-Louis eingewechselt wurde. Im Mai 2009 gehörte er noch zum Kader für das Freundschaftsspiel gegen Jamaika, wurde jedoch nicht eingesetzt.

## Titel und Erfolge
- haitianischer Meister: 2003 (Overture)